# Eugen Reinhard
Eugen Reinhard (* 18. April 1900 in Großheppach; † 9. Dezember 1991 in Kleinheppach) war ein deutscher Heimatforscher und Pionier der altsteinzeitlichen Freilandforschung in Württemberg. Seine umfangreiche Sammlung steinzeitlicher Funde gehört zu den bedeutendsten Privatsammlungen in Baden-Württemberg und ist im Steinzeitmuseum Korb-Kleinheppach (Rems-Murr-Kreis) ausgestellt.

## Leben und Werk

### Frühe Jahre
Eugen Reinhard stammte aus einer Gärtnerfamilie in Großheppach (heute Ortsteil der Stadt Weinstadt im Remstal) und war schon als Jugendlicher interessiert an allem, was es in der Natur zu entdecken gab. Er lernte die Tier- und Pflanzenwelt kennen und sammelte Versteinerungen und Mineralien. Nach dem Besuch der Volksschule begann Eugen Reinhard eine Schlosserlehre in Waiblingen und arbeitete dann 40 Jahre lang bei großen Maschinenbaufirmen in Stuttgart-Bad Cannstatt. Mit seiner Frau Emma, geb. Bader (* 4. August 1901; † 27. Juli 1981), hatte er zwei Söhne – Lothar (1926–1991) und Rolf (1934–2001).
Als 1928/29 bei der Aushebung der Baugrube zum Bau seines Hauses in Kleinheppach (heute Ortsteil der Gemeinde Korb) Knochen eiszeitlicher Tiere (Wollnashorn, Wildpferd, Mammut) zum Vorschein kamen, begann er in seiner knapp bemessenen Freizeit ernsthaft nach vor- und frühgeschichtlichen Fundstücken zu suchen. Seine Suche konzentrierte sich zunächst auf seinen Wohnort, vor allem auf die Stubensandsteinhöhen und -abhänge des Kleinheppacher Kopfs mit dem Belzberg. Beim Durchforschen des vorderen Remstals nach Hinterlassenschaften der steinzeitlichen Bewohner entwickelte er einen besonderen Spürsinn und entdeckte zahlreiche weitere Fundplätze. Daneben studierte er die entsprechende Fachliteratur, um sich fundiertes Wissen zuzulegen.

### Das Entstehen der Sammlung
Schon ab 1931 besaß Eugen Reinhard eine reichhaltige Sammlung von Stücken aus allen steinzeitlichen Epochen, sorgfältig geordnet und mit Nummern und Fundberichten versehen, darunter Mammutbackenzähne und -knochen, auch mit eiszeitlichen Bearbeitungsspuren, tausende Pfeilspitzen und hunderte von Mikrolithen aus der Mittelsteinzeit. Auf den fruchtbaren Lößflächen des Remstals fanden sich viele jungsteinzeitliche Zeugnisse samt Gefäßscherben der Bandkeramik, der Rössener, Schussenrieder und Michelsberger Kultur. Reinhards Sammeleifer beschränkte sich aber nicht nur auf Objekte der Steinzeit, sondern schloss alle vor- und frühgeschichtlichen Kulturepochen bis zum Mittelalter ein.
Auch der heimatkundliche Aspekt war Eugen Reinhard wichtig. Er sammelte und bewahrte Gegenstände des bäuerlichen Alltags, des alten Handwerks, der Weinbaukultur, frühe Maße und Gewichte, Münzen und vieles mehr und galt bald als lebendes Geschichtsbuch in seiner Gemeinde. Seine beiden Söhne wurden früh zu wichtigen Helfern, Sammlern und Mitforschern. Und so füllte sich das kleine Wohnhaus im Laufe von dreißig Jahren mit über 6000 Objekten und wurde zu einem Privatmuseum, welches das Leben der Familie sehr einschränkte.

### Anerkennung durch die Wissenschaft
Ermutigt durch die Beratung von erfahrenen Heimatforschern, wie Paul Maier aus Stuttgart, der am Kappelberg bei Fellbach steinzeitliche Gegenstände ausgegraben hatte, verbesserte Eugen Reinhard seine Techniken und unternahm Exkursionen in ganz Württemberg mit Sondierungsgrabungen in Höhlen der Schwäbischen Alb, beispielsweise an der Vogelherdhöhle. Um sich weiter fortzubilden, besuchte er Ausstellungen und Museen.
Viele Jahre lang bemühte sich Reinhard von wissenschaftlicher Seite eine Expertise zu erlangen für die genaue zeitliche Einordnung seiner etwa drei Dutzend altsteinzeitlicher Freilandfunde aus der näheren Umgebung. Das betraf die schon ab 1930 gefundenen Faustkeile, Schaber, Klingen und Stichel, gefertigt aus Weißjurahornstein und aus dem Flussgeröll der Rems stammend. Ihre Zugehörigkeit zur mittleren oder jüngeren Altsteinzeit würde belegen, dass nomadisierende Jägergruppen das untere Remstal schon in der Eiszeit durchstreift hatten. Seitens der etablierten Wissenschaft wurden seine Funde zunächst wenig beachtet. Einerseits gab es eine gewisse Skepsis gegenüber Heimatforschern, andererseits kannte man aus den fraglichen Epochen in Württemberg nur Funde aus Höhlen und hatte keine Erfahrung mit Freilandfunden, die meist nicht aus einem Schichtverband stammten.
Erst nach dem Zweiten Weltkrieg fand die Reinhardsche Sammlung breite wissenschaftliche Aufmerksamkeit, befördert durch zwei öffentliche Ausstellungen 1948 und 1953. Neben Schulklassen und Vereinen strömten nun auch die Fachleute, darunter namhafte Geologen, Paläontologen, Prähistoriker und Archäologen wie Otto Roller, Oscar Paret, Kurt Bittel, Hartwig Zürn und Wolfgang Kimmig nach Kleinheppach um die umfangreiche, systematische Sammlung zu bewundern oder für ihre Forschungen zu untersuchen und zu begutachten.
Schließlich bestimmte 1953 der damalige Landesgeologe Hans Freising neun der ältesten Stücke. Durch formenkundliche Vergleiche mit Höhlenfunden aus der Bocksteinhöhle, Vogelherdhöhle und Heidenschmiede kam er zu dem Schluss, dass die Faustkeile und Schaber aus der mittleren Altsteinzeit stammten und bestätigte das vermutete hohe Alter von 50 000 Jahren. Otto Roller ordnete 1954 elf weitere Objekte dem Magdalénien zu. Bestimmungen und Einordnungen weiterer Fundstücke folgten in den Jahren danach. Damit war die Anwesenheit des Neandertalers im vorderen Remstal belegt. Diese ältesten Freilandfunde der Faustkeilkultur in Württemberg beförderten die Erkenntnis, dass der Aufenthalt altsteinzeitlicher Menschen nicht nur an Höhlen gebunden war.
Eugen Reinhard, seit 1966 im Ruhestand, konnte sich nun seiner Sammlertätigkeit noch mehr widmen. Sohn Lothar brachte seine geologischen und vorgeschichtlichen Kenntnisse nebenberuflich als Autor und Illustrator von lokalen Ortsbüchern ein, in denen er auch die väterliche Sammlung vorstellte und so weiteren Kreisen bekannt machte. Das verstärkte den seit Jahren anhaltenden Ruf nach öffentlicher Ausstellung der Sammlung in einem Museum.

### Das Steinzeitmuseum von 1974
Kleinheppach wurde 1972 im Zuge der Gebietsreform in Baden-Württemberg Ortsteil der Gemeinde Korb. Das bot die Gelegenheit, die Sammlung Reinhard in einem Museum auszustellen. Über 7000 Besucher hatte die Familie Reinhard bis dahin in ihrem Privathaus empfangen. 1974 wurde das Steinzeitmuseum eröffnet im alten Rathaus (ehemals Schulhaus) von Kleinheppach. Die Ausgestaltung der Ausstellung übernahmen Sohn Lothar und Ehefrau Lore, unterstützt von Bruder Rolf und dessen Frau Erika. Die Dauerausstellung umfasste die wichtigsten Stücke der Sammlung Reinhard. Der Rundgang startete mit einem geologischen Auftakt, daran schloss sich als Kernstück die chronologisch aufgebaute vor- und frühgeschichtliche Abteilung von den Glanzstücken der Steinzeit bis zu Gegenständen aus dem Mittelalter an und er endete mit den heimat- und volkskundlichen Objekten der Neuzeit.
Das Regierungspräsidium Stuttgart verfügte 1975 die Aufnahme von rund 4800 Funden der steinzeitlichen Epochen aus einem Zeitraum von 80 000 bis 2000 v. Chr. in das Denkmalbuch.
Reinhards jahrzehntelange ehrenamtliche Tätigkeit wurde nun auch vermehrt öffentlich geehrt. Bis 1990 leitete Eugen Reinhard sein Museum und machte Führungen, unterstützt von seiner Familie.

### Ehrungen
- 1974: Ehrenbürgerschaft der Gemeinde Korb
- 1975: Verdienstmedaille des Landes Baden-Württemberg
- 1981: Bundesverdienstkreuz am Bande[3]

### Das neue Museum
Erika Reinhard (* 9. Dezember 1934; † 9. Februar 2019), leitete nach dem Tod ihres Schwiegervaters das Museum, anfangs zusammen mit ihrem Mann. Unterstützung erhielt sie durch den 2008 gegründeten Verein „Steinzeitmuseum Kleinheppach Archäologie und Heimatkunde e. V.“, der auch heute noch das Museum betreibt und zusammen mit der Gemeinde Korb die Trägerschaft innehat. 2017 wurde das Museum geschlossen, weil sich das alte Rathaus in baufälligem Zustand befand und Anfang 2018 abgerissen wurde.
Die Wiedereröffnung erfolgte im September 2021 an alter Stelle im neu erbauten Dorfgemeinschaftshaus, einem Multifunktionsgebäude. Die Sammlung wurde von professioneller Seite zusammen mit dem Trägerverein und der Universität Tübingen neu konzipiert. Die Dauerausstellung führt in einem chronologischen Gang durch die Vor- und Frühgeschichte mit Schwerpunkt auf der Alt-, Mittel- und Jungsteinzeit. Nach aktuellen museumspädagogischen Gesichtspunkten gestaltet, konzentriert sich die Ausstellung auf die bedeutendsten Stücke aus der Sammlung Reinhard. Die lokalen Funde lassen sich durch die reich bebilderten Informationstafeln in übergeordnete Aspekte der Vor- und Frühgeschichte einordnen. Metallzeitliche Funde, Römisches und Mittelalterliches runden die Ausstellung ab. Person, Familie und Lebenswerk von Eugen Reinhard werden in einer eigenen Station gewürdigt. Das Museum zeigt auch Sonderausstellungen, in denen Zeugnisse der Ortsgeschichte präsentiert werden, beispielsweise die hölzernen Überreste der Baumkelter von 1344 und Teile der volkskundlich-handwerklichen Sammlung.